# Renesans Disneya

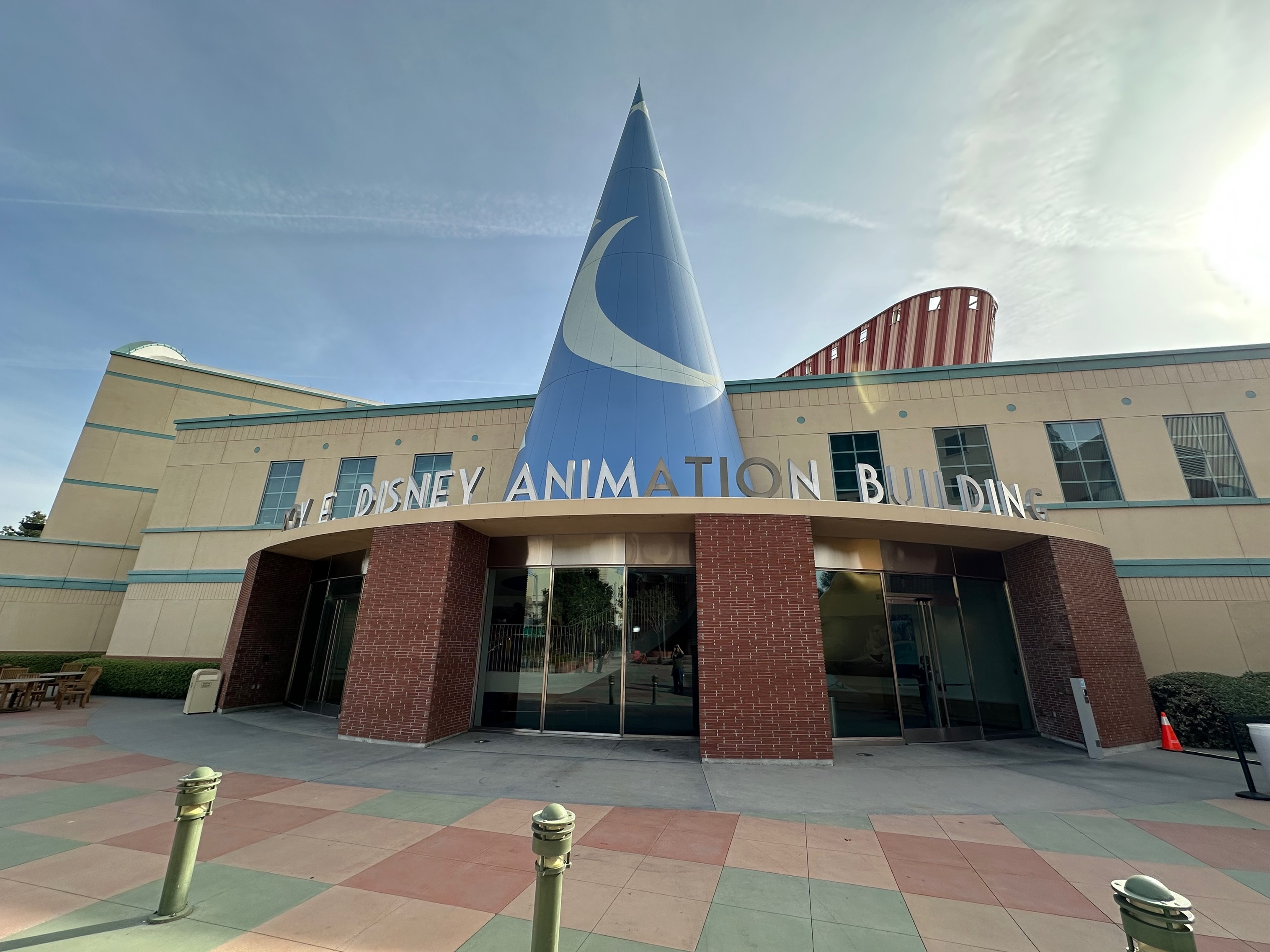
Siedziba Walt Disney Animation Studios

Renesans Disneya (oryg. Disney Renaissance) – okres od 1989 do 1999 roku, podczas którego studio Walt Disney Feature Animation powróciło do tworzenia filmów animowanych, które odniosły sukces komercyjny i były oparte głównie na znanych i popularnych historiach i opowiadaniach. Studio to nawiązało w ten sposób do czasów ery Walta Disneya trwającej od lat 30. do lat 60. XX wieku, czyli do złotej ery amerykańskiej animacji. Odrodzenie to pozwoliło filmom animowanym Disneya stać się potęgą pod względem sukcesów w krajowym jak i zagranicznym box office, przynosząc znacznie większe zyski niż większość filmów tej firmy z poprzednich epok, a sama firma uchroniła się dzięki nim przed bankructwem.
Filmy animowane wydane przez Disneya w tym okresie to: Mała Syrenka (1989), Bernard i Bianka w krainie kangurów (1990), Piękna i Bestia (1991), Aladyn (1992), Król lew (1994), Pocahontas (1995), Dzwonnik z Notre Dame (1996), Hercules (1997), Mulan (1998) oraz Tarzan (1999).